# 林虎

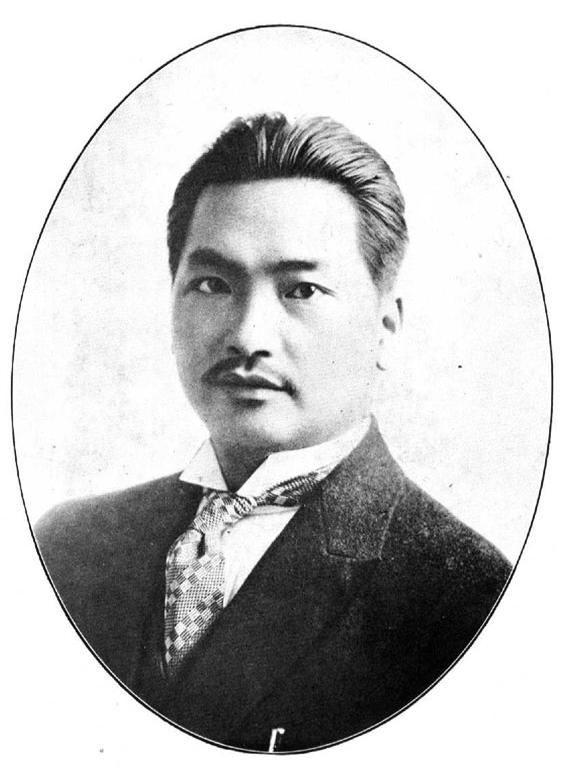
林虎

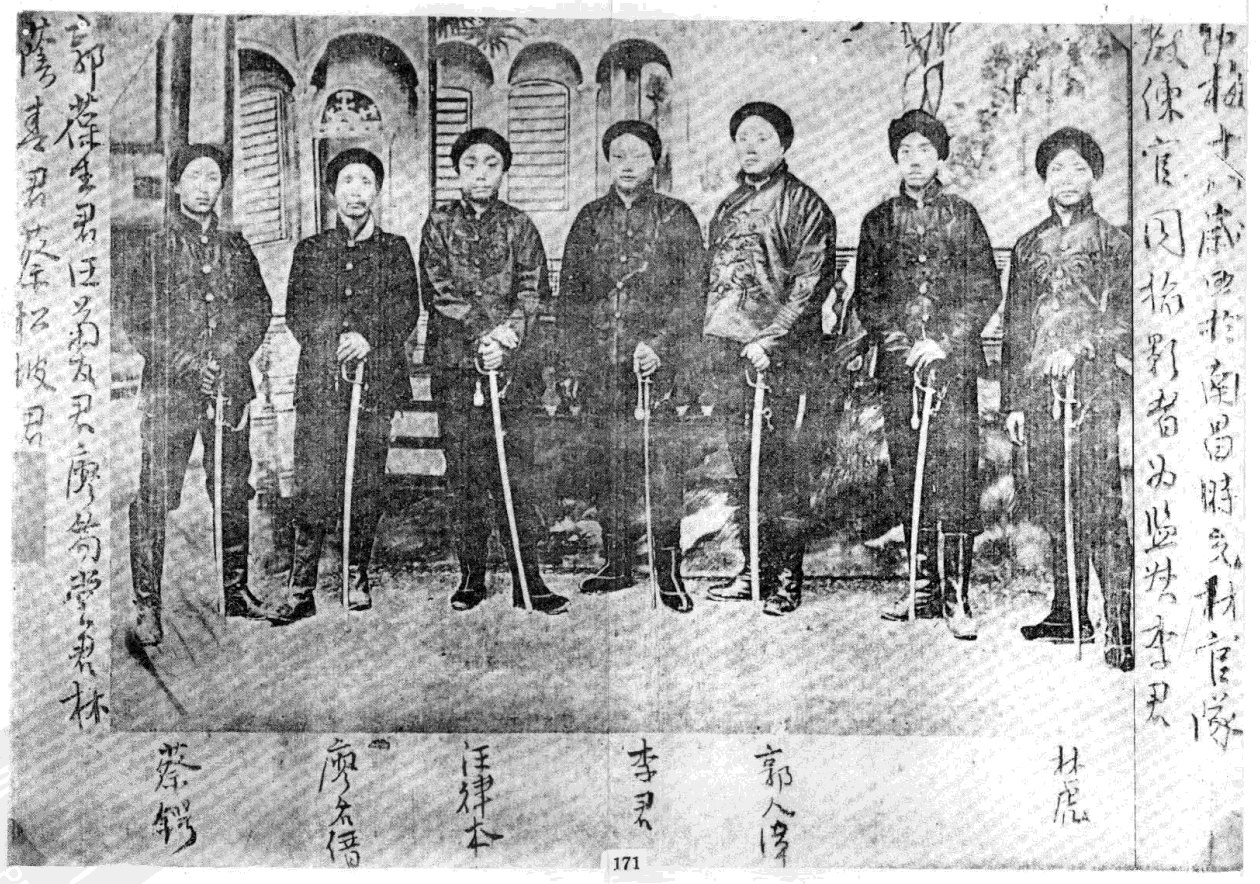
光緒三十年江西材官隊教練官林虎、趙世瑄、郭人漳、李君、汪律本、廖名縉、蔡鍔（自右至左）

林虎（1887年10月1日—1960年2月8日），原名荫清，字隐青，男，广西陆川人:75，中华民国军事将领。早年为革命派人士，后属旧桂系。

## 生平

### 早年革命
林虎父为漢族、母为壮族。其父林寿裳是秀才，到江西省任职，故林虎的父母迁居江西省。1901年，林虎15歳時入江西武備学堂，和李烈鈞、李思广同期。在校期间，林虎同李思广等4人同校外的4名恶童打架，毕业之前，林虎1903年离开学堂。
其後，林虎被李思广的熟人、江西常備中軍統領郭人漳任用。1905年（光緒31年），郭转赴广西省任职，林虎随其赴任。初任哨官，駐桂林。:751906年，黄興在桂林組織中国同盟会支部，林虎、郭人漳、蔡鍔加入该会。1907年（光緒33年），林虎随郭人漳赴广東省任职。1907年，任钦州边防前路四营督带。辛亥武昌起義时，林虎率部參加北伐，進駐南京。:75林升為南京临时政府陸軍部警衛混成团团長。

### 反袁
1912年（民国元年），林虎转為江西都督李烈鈞手下。1913年二次革命時，江西都督李烈鈞起義獨立，林虎時為江西陸軍第一師第一混成旅旅長，據守馬當、湖口、九江等要塞地區。:75林虎参加反袁世凱，任江西討袁軍左翼总司令（江西混成旅旅长方声涛为右翼总司令）。袁世凱派李純統率大軍南下，進擊李、林等部，久攻不克，後來繞至上游。:75林虎虽然积极作战，但最後数量占优势的北京政府軍获胜，林虎流亡日本。
同年11月，林虎到東京会见孫文（孫中山），参加中華革命党。他还同李烈鈞、柏文蔚、黄郛创立法政学校，拥戴寺尾亨任校長。他还在大森创设「浩然廬」，召集流亡日本的革命派士官。1914年，林虎同章士釗、李根源组织欧事研究会。其後，和熊克武等人一起赴新加坡，参加黄興的反袁世凱活動。
後来，林虎、鈕永建回到广西省，同广西将軍陸荣廷交涉。由此，陸荣廷决定反袁，由林虎同雲南的蔡鍔、李烈鈞联络。1915年12月，雲南省爆发護国战争，陸荣廷随后响应。

### 反孫
林虎加入了1916年4月岑春煊在肇慶成立的两广護国軍都司令部，任護国軍第6軍軍長。其后，随陸荣廷讨伐广東将軍龙济光。同年9月，林虎被任命为高雷鎮守使。他还曾任广东警备军总参议。
1917年，林虎被陸荣廷任命为广東陸軍第2軍軍長。同年11月，应对龙济光的反攻，1918年春，击败龙济光軍。林虎因功被任命为肇羅陽鎮守使。
1918年10月，广州軍政府改組为7总裁的集体领导制，岑春煊、陸荣廷等旧桂系掌握主導权，林虎任軍政府陸軍部次長。1920年遭親孫的陳炯明粵軍於粵桂戰爭中擊退，因而下野。此時，林虎拒绝了孫文当内应的邀请。
此後，林虎从事反孫文的活動，1922年，帮助反孫文的陳炯明联络北京政府。1923年，任北京政府潮梅护军使兼粤军总指挥，为在漳州成立的“联军办事处”政权名义上的统帅。1924年5月，北京政府任命林虎为广东督办。同年，获授寰威将军。1925年，陳炯明受中国国民党的東征击败，林虎所部粵軍在棉湖战斗中被擊败而再度下野。

### 晩年
1925年后，寓居上海。1927年，国民革命军进攻上海时，他前往法国避难。1929年，返国后，回到广西务农。此後，林虎同部下李宗仁联络，重归政界。1937年，任国民参政会参政員。1946年，当选制宪国民大会代表。1948年，当选立法院第一届立法委员。
中華人民共和国成立後，林虎留在广西。历任广西壮族自治区政治協商会議副主席、中国人民政治協商会議全国委員会常務委員等职务。
1960年2月8日，林虎在南寧病逝。享年74岁（满72岁）。